# Кларендон (Нью-Йорк)
Кларендон (англ. Clarendon) — місто (англ. town) в США, в окрузі Орлінс штату Нью-Йорк. Населення — 3315 осіб (2020).

## Демографія
Згідно з переписом 2010 року, у місті мешкало 3648 осіб у 1413 домогосподарствах у складі 1054 родин. Було 1472 помешкання
Расовий склад населення:
| - 96,8 % — білих - 1,0 % — чорних або афроамериканців - 0,4 % — азіатів - 0,3 % — корінних американців |

До двох чи більше рас належало 1,0 %. Частка іспаномовних становила 2,3 % від усіх жителів.
За віковим діапазоном населення розподілялося таким чином: 22,6 % — особи молодші 18 років, 62,2 % — особи у віці 18—64 років, 15,2 % — особи у віці 65 років та старші. Медіана віку мешканця становила 43,2 року. На 100 осіб жіночої статі у місті припадало 95,4 чоловіків;  на 100 жінок у віці від 18 років та старших — 96,2 чоловіків також старших 18 років.
Середній дохід на одне домашнє господарство  становив 61 909 доларів США (медіана — 52 330), а середній дохід на одну сім'ю — 67 703 долари (медіана — 56 750). Медіана доходів становила 44 594 долари для чоловіків та 36 875 доларів для жінок. За межею бідності перебувало 13,0 % осіб, у тому числі 23,1 % дітей у віці до 18 років та 7,8 % осіб у віці 65 років та старших.
Цивільне працевлаштоване населення становило 2111 осіб. Основні галузі зайнятості: освіта, охорона здоров'я та соціальна допомога — 21,6 %, виробництво — 17,7 %, мистецтво, розваги та відпочинок — 12,4 %, роздрібна торгівля — 10,9 %.